# Камин (Нојбранденбург)
Камин (њем. Cammin) општина је у њемачкој савезној држави Мекленбург-Западна Померанија. Једно је од 53 општинска средишта округа Мекленбург-Штрелиц. Према процјени из 2010. у општини је живјело 312 становника. Посједује регионалну шифру (AGS) 13055010.

## Географски и демографски подаци
Камин се налази у савезној држави Мекленбург-Западна Померанија у округу Мекленбург-Штрелиц. Општина се налази на надморској висини од 76 m. Површина општине износи 14,9 km². У самом мјесту је, према процјени из 2010. године, живјело 312 становника. Просјечна густина становништва износи 21 становника/km².